# 옥산초등학교 호죽분교
옥산초등학교 호죽분교는 대한민국 충청북도 청주시 흥덕구 옥산면 호죽길 98 (호죽리)에 있었던 초등학교이다.

## 변천
- 1965년 8월 15일 설립인가
- 1966년 3월 10일 금계국민학교 호죽분교장 개교
- 1969년 3월 3일 호죽국민학교 개교
- 1984년 2월 18일 제13회 졸업식 거행(13명, 총 484명)
- 1985년 2월 16일 제14회 졸업식 거행(11명, 총 495명)
- 1985년 3월 1일 옥산국민학교 호죽분교장 격하
- 1999년 9월 1일 폐교